# Black Moth Super Rainbow
I Black Moth Super Rainbow (nome a volte abbreviato con l'acronimo BMSR) sono un gruppo musicale statunitense.

## Storia
Riconoscibili per il loro Indie pop psichedelico dalle tinte elettroniche, i BMSR hanno iniziato la loro carriera adottando il nome Satanstompingcaterpillars, con cui hanno inciso i due album Flower Slides (2000) e The Most Wonderfulest Thing (2002). Sarebbe seguito Dandelion Gum (2007), il loro disco più apprezzato. Nel mentre, i loro membri soprannominati Tobacco, The Seven Fields of Aphelion e Power Pill Fist hanno anche pubblicato alcune uscite soliste. Dopo aver inciso Eating Us (2009), l'ultimo album per l'etichetta Graveface, i BMSR sono passati alla Rad Cult.

## Discografia parziale
- 2003 – Falling Through a Field
- 2004 – Start a People
- 2006 – The House of Apples and Eyeballs (con gli 	Octopus Project)
- 2007 – Dandelion Gum
- 2009 – Eating Us
- 2011 – Extra Flavor
- 2012 – Cobra Juicy
- 2016 – Seefu Lilac
- 2018 - Panic Blooms
- 2025 - Soft New Magic Dream